# Sinepalpigramma longiterebratum
Sinepalpigramma longiterebratum is een vliesvleugelig insect uit de familie Trichogrammatidae. De wetenschappelijke naam is voor het eerst geldig gepubliceerd in 2004 door Viggiani & Pinto.